# 达拉崩吧
《達拉崩吧》，是中國詞曲作者ilem的原創中文單曲，於2017年3月25日在影片網站嗶哩嗶哩（bilibili）發表。歌曲原唱為虛擬歌手洛天依、言和，兩者的聲音均以語音合成軟件VOCALOID製作。歌曲為2017年2月至3月間bilibili的一個虛擬歌手創作徵集大賽的參賽作品，歌曲講述經典的「勇者鬥惡龍」童話故事，故事則主要圍繞勇者達拉崩吧發生。

## 概要
《達拉崩吧》歌曲節奏輕快，歌詞描述了一個遙遠王國的公主被惡龍綁架，勇者踏上拯救公主的旅途，最後成功屠龍並迎娶公主的故事。在歌曲末段，提及勇者和公主婚後育有一子，但因孩子的全名十分饒口難唸，而以化名「王浩然」稱呼。歌詞加入了長而饒口的角色人名和地名，譬如主角的名字「達拉崩吧斑得贝迪卜多比鲁翁」和巨龍的名字「昆图库塔卡提考特苏瓦西拉松」、公主「米婭莫拉蘇娜丹妮謝莉紅」、王城「蒙達魯克硫斯伯古比奇巴勒城」。作詞人兼作曲人ilem在騎自行車時經過一條名字很長的大馬路，後便借著靈感寫下了《達拉崩吧》一曲。歌曲以其歌詞中不斷重複的名字被譽為「洗腦神曲」，但為了追求創新，原作者ilem要求翻唱者需自行改編歌詞中的名字和內容。

## 反應
此曲在網上迴響良好，歌曲在bilibili發佈的19個小時後便已達到10萬的播放量。在49天內即達到100萬播放人次，即在同年5月5日獲得百萬播放量以上的「VOCALOID中文傳說曲」榮譽；截至2021年5月，《達拉崩吧》播放人次高達1053.4萬人次。其後，bilibili以至國外的YouTube等影音網站亦出現不同類型的改編及翻唱版本，包括不同的視角乃至出現新的角色，其中三個版本甚至得到「傳說曲」榮譽。目前，本曲已成为VOCALOID中文神话曲（即觀看數超過1000萬）。

## 其它版本
此曲初期均由虛擬原唱者洛天依與言和演唱，包括2018年bilibili舉辦的一場虛擬歌手全息演唱會「BILIBILI MACRO LINK-VISUAL RELEASE」。其後，中國歌手薛之謙則在江蘇衛視的2018－2019跨年演唱會上與全息投影的洛天依以重新填詞的《達拉崩吧》完成了此曲首次在電視上的演唱。
2019年，女子偶像組合火箭少女101，以及那英與錢正昊二人，分別在上海的火箭少女101演唱會和《蒙面唱將猜猜猜》第四季中演唱改編版的《達拉崩吧》。
2020年3月27日，歌手周深在《歌手·当打之年》以小女孩、勇者等五種以上的音色演繹《達拉崩吧》並獲得該期冠軍。此次演唱獲得了ilem本人的授權，周深在節目中得以使用其創作的原詞進行演出；其在bilibili上的影片播放量截至2020年4月已經突破1000萬，超越原作的播放量；在網易雲音樂上线后连日霸榜，單曲播放量亦達一億次，並曾多次登上中國搜尋引擎的熱搜。此版本在中國國內樂評界亦得到普遍讚譽，認為周深在歌曲中融合二次元、流行音樂與美聲唱法，並在編曲中加插《Hedwig's Theme》和《極樂淨土》舞步等多種二次元的代表元素，使二次元文化得以對大眾文化進行「打破次元壁」的傳播。
2023年2月3日，歌手、樂隊二手玫瑰主唱梁龍在《時光音樂會第二季》第九期的周深專場演唱了改編版的《達拉崩吧》。

## 獎項
| 年份     | 頒獎機構         | 獎項                | 結果       | 參考          |
| -------- | ---------------- | ------------------- | ---------- | ------------- |
| 2017     | bilibili         | Vsinger創作徵集大賽 | 專業獎銀獎 | [ 3 ]         |
| 2017     | bilibili         | Vsinger創作徵集大賽 | 人氣獎     | [ 3 ]         |
| 2020 [a] | 网易云音乐       | 華語新歌排行榜      | TOP10      | [ 25 ]        |
| 2020 [a] | 网易云音乐       | 第一季最熱新歌      | 第一名     | [ 25 ]        |
| 2020 [a] | 网易云音乐       | 雲村最熱專輯        | 第一名     | [ 25 ]        |
| 2020 [a] | 新浪文娱风云盛典 | 最具人气舞台LIVE    | TOP3       | [ 26 ]        |
| 2020 [a] | 网易云音乐       | 年度人气单曲        | 第一名     | [ 27 ] [ 28 ] |
| 2020 [a] | 网易云音乐       | 年度人气最热单曲    | 第一名     | [ 27 ] [ 28 ] |

^  a. 《歌手·当打之年》周深版本。

## 外部鏈結
- bilibili上的《達拉崩吧》 （页面存档备份，存于）
- YouTube上的周深版本《達拉崩吧》 （页面存档备份，存于）